# Christian August Hausen
Christian August Hausen fou un matemàtic i físic alemany del segle xviii, conegut pels seus experiment amb electricitat.

## Vida i Obra
Hausen era fill d'un pastor protestant de Dresden de no idèntic al seu; per això en algunes ocasions se'l cita com Christian August Hausen el Jove, Després d'estudiar a la seva ciutat natal, va ingressar a la universitat de Wittenberg on va ser deixeble de l'erudit Johann Christoph Wichmannshausen. El 1713 va rebre el seu doctorat i a l'any següent va ser nomenat professor extraordinari de matemàtiques a la universitat de Leipzig. La seva carrera acadèmica es va desenvolupar en aquesta institució, esdevenint successivament professor ordinari de matemàtiques (1726), degà de la Facultat d'Arts (1731) i, finalment, rector de la universitat.
A part dels seus llibres de text de matemàtiques, Hausen és conegut pels seus experiments amb l'electricitat que, segons sembla, va començar cap al final de la seva vida. El 1743 es va publicar de forma pòstuma (el prefaci és signat per la seva vídua) el seu Novi profectus in historia electricitatis en el que explica els experiments portats a terme amb la màquina inventada anys abans pel físic britànic Francis Hauksbee. La seva concepció del fenomen elèctric és la d'un efluvi, influenciada per la concepció newtoniana. Distingeix tres formes diferents de llum elèctrica: espurnejant, pintada i brillant.
Els seus llibres més rellevants són:
- 1713, Wittenberg: De Hierosolymis aureis
- 1714, Leipzig: De demonstratione existentiae dei, de ellipsibus infinitis propositiones geometricae
- 1726, Leipzig: Theoria motus solis circa proprium axera, quam disputatane pro loco in amplissima … proposuit
- 1734, Leipzig: Elementa matheseos
- 1743, Leipzig: Novi profectus in historia electricitatis